# Cherry Red (album)
Pour le label discographique, voir Cherry Red.
Pour les articles homonymes, voir Cherry Red (homonymie).

Cherry Red est le 9e album du groupe de hard rock Sideburn, sorti le 13 septembre 2008.

## Liste des morceaux
| No  | Titre                        | Durée |
| --- | ---------------------------- | ----- |
| 1.  | Gimme the Way                | 3:01  |
| 2.  | Hurricane Race               | 3:35  |
| 3.  | Six Feet Under               | 4:04  |
| 4.  | Cherry Red                   | 3:03  |
| 5.  | Lane                         | 4:16  |
| 6.  | Rock and Roll Queen          | 3:36  |
| 7.  | Down and Dirty               | 3:40  |
| 8.  | Bring the Hammer Down        | 4:03  |
| 9.  | Ghost of 1980 (To Bon Scott) | 5:02  |
| 10. | Lipstick Lady                | 3:57  |
| 11. | Wild Boy                     | 3:11  |
| 12. | Stand Your Ground            | 4:07  |

## Personnel
- Roland Pierrehumbert - chants
- Boris - guitare solo
- Fred Gudit - guitare rythmique
- Michel Demierre - basse
- Lionel Blanc - batterie